# Wolice
Wolice – wieś w Polsce położona w województwie kujawsko-pomorskim, w powiecie żnińskim, w gminie Barcin.
W latach 1975–1998 miejscowość administracyjnie należała do województwa bydgoskiego. Według Narodowego Spisu Powszechnego (III 2011 r.) liczyła 359 mieszkańców. Jest szóstą co do wielkości miejscowością gminy Barcin.